# Список воевод смоленских
Смоленский воевода — государственная должность в Великом княжестве Литовском.

## Наместники, старосты
- Князь Ямант Тулунтович (1395 - 1399) совместно с Василием Борейковичем (1395 - 1401? )
- Князь Роман Михайлович (1401)
- Ян Бутрим (1422 г.)
- Юрий Гедигольд (ок. 1424 г.)
- Юрий Бутрим (1435)
- Ян Гаштольд (1436 - 1440)
- Андрей Сакович (1440)
- Семен Ямантович (1441—1445)
- Судивой Валимонтович (1445—1447)
- Петр Сенька Гедигольдович (1447—1451)
- Михаил Кезгайлович (1451—1458)
- Ивашка Вяжевич (1459—1466)
- Николай Немирович (1467—1469)
- Ивашка Вяжевич (второй раз, 1469—1475)
- Николай Радзивилл Старший (1482 - 1486)
- Ивашка Ильинич (1486 - 1490)
- Юрий Глебович (1490—1499)
- Николай Иванович Ильинич (1499)
- Станислав Петрович Кишка (1500—1503)
- Юрий Андреевич Сологуб (1503—1507)
- Юрий Иванович Зенович (1507—1508)

| Воеводы смоленские                                                          | Воеводы смоленские     | Воеводы смоленские                    | Воеводы смоленские                                                                                    |
| Личность                                                                    | Год принятия должности | Год составления должности либо смерти | Примечания                                                                                            |
| --------------------------------------------------------------------------- | ---------------------- | ------------------------------------- | --- |
| Юрий Глебович                                                               | 1508                   | 1514                                  | Отказался от должности                                                                                |
| Юрий Сологуб                                                                | 1514                   | 1514                                  | Потерял должность при взятииСмоленска московитами                                                     |
| Должность смоленского воеводы восстановлена на Люблинском сейме 1569.       |                        |                                       | |
| Василий Тышкевич                                                            | 1569                   | 1571                                  | Умер                                                                                                  |
| Григорий Воловоч                                                            | 1571                   | 1577                                  | Умер                                                                                                  |
| Юрий Остик                                                                  | 1578                   | 1579                                  | Умер                                                                                                  |
| Филон Кмита                                                                 | 1579                   | 1587                                  | Умер                                                                                                  |
| Ян Волминский                                                               | 1588                   | 1595                                  | Умер                                                                                                  |
| Ян Абрамович                                                                | 1596                   | 1602                                  | Умер                                                                                                  |
| Пётр Дорогостайский                                                         | 1605                   | 1611                                  | Умер                                                                                                  |
| В 1613 Смоленском воеводства восстановлено                                  |                        |                                       | |
| Николай Глебович                                                            | 1611                   | 1621                                  | Поступил на виленского каштеляна                                                                      |
| Андрей Сапега                                                               | 1621                   | 1621                                  | Умер                                                                                                  |
| Михаил Друцкий-Соколинский                                                  | 1621                   | 1622                                  | Умер                                                                                                  |
| Ян Корсак                                                                   | 1625                   | 1625                                  | Не успел получить должность                                                                           |
| Александр Гонсевский                                                        | 1625                   | 1639                                  | Одновременно польный писарь литовский (с 1630). Умер                                                  |
| Кшиштоф Гонсевский                                                          | 1639                   | 1643                                  | Умер                                                                                                  |
| Юрий Кароль Глебович                                                        | 1643                   | 1653                                  | Поступил на жемайтского старосту                                                                      |
| Филипп Казимир Обухович                                                     | 1653                   | 1656                                  | Умер                                                                                                  |
| В 1654 Смоленск окончательно отошёл к России, и должность стала номинальной |                        |                                       | |
| Адам Мацей Сакович                                                          | 1658                   | 1662                                  | Умер                                                                                                  |
| Михал Казимир Пац                                                           | 1663                   | 1667                                  | Одновременно польный гетман литовский. Поступил на виленского каштеляна и великого гетмана литовского |
| Григорий Казимир Подберёзский                                               | 1667                   | 1677                                  | Умер                                                                                                  |
| Христоф Есьман                                                              | 1677                   | 1687                                  | Умер                                                                                                  |
| Стефан Константин Песочинский                                               | 1687                   | 1691                                  | Умер                                                                                                  |
| Адам Тарло                                                                  | 1691                   | 1710                                  | Умер                                                                                                  |
| Ян Кос                                                                      | 1710                   | 1712                                  | Умер                                                                                                  |
| Александр Ян Потоцкий                                                       | 1712                   | 1714                                  | Умер                                                                                                  |
| Франтишек Цетнер                                                            | 1714                   | 1732                                  | Умер                                                                                                  |
| Михал Здислав Замойский                                                     | 1732                   | 1735                                  | Умер                                                                                                  |
| Станислав Потоцкий                                                          | 1732                   | 1744                                  | Поступил на киевского воеводу                                                                         |
| Пётр Павел Сапега                                                           | 1744                   | 1771                                  | Умер                                                                                                  |
| Юзеф Сосновский                                                             | 1771                   | 1775                                  | Поступил на полоцкого воеводу и польного гетмана литовского                                           |
| Юзеф Тышкевич                                                               | 1775                   | 1790                                  | Умер                                                                                                  |
| Франтишек Ксаверий Сапега                                                   | 1790                   | 1793                                  | Потерял должность при её ликвидации в 1793                                                            |